# حسن قرائی
حسن قرائی سیاست‌مدار ایرانی بود، که در دوره بیست و چهارم مجلس شورای ملی بعنوان نماینده خواف از استان خراسان رضوی در مجلس شورای ملی حضور داشت.